# Louis Hersent
Louis Hersent (Paris, 10 de março de 1777 — Paris, 2 de outubro de 1860) foi um pintor francês.

## Vida e carreira
Ele nasceu em Paris. Ele se tornou um aluno de Jacques-Louis David, e obteve o Prix de Roma em 1797. No Salão de 1802, ele mostrou Metamorfose de Narciso e continuou a expor com raras interrupções até 1831. Ele se casou com Louise-Marie-Jeanne Mauduit em 1821.
Seus alunos foram Louis-Eugène Bertier, Auguste Bigand, Hélène Charlotte Juliette Bourge, Augustin Luc Demoussy, Henri Joseph Constant Dutilleux, Hippolyte Dominique Holfeld, Jean-François-Hyacinthe-Jules Laure, Eugène Modeste Edmond Lepoittevin, Emile Aubert Menore, Auguste Dominique, François Alexandre Pernot, Julie Philipault, August Thomas Pierre Philippe, Pierre Poterlet, Joachim Sotta, Henry de Triqueti e Théophile Auguste Vauchelet. Seus trabalhos mais consideráveis sob o Primeiro Império Francês eram Aquiles despedida de Briseida, e Atala morrendo nos braços de Chactas (ambos gravados em Annales du Musée de Landon); um Incidente da vida de Fénelon, pintado em 1810, encontrou um lugar em Malmaison, e Passagem da Ponte em Landshut, que pertence à mesma data, agora está em Versalhes.
As obras típicas de Hersent, no entanto, pertencem ao período da Restauração; Luís XVI aliviando os aflitos (Versalhes) e Daphnis e Chloë (gravada por Laugier e por Gelée ) estavam ambos no Salão de 1817; naquele de 1819 a abdicação de Gustavus Vasa trouxe a Hersent uma medalha de honra, mas a imagem, comprada pelo duque de Orléans, foi destruída no Palais-Royal em 1848, e a gravura de Henriquel-Dupont é agora seu único registro. Ruth, produzida em 1822, tornou-se propriedade de Luís XVIII, que desde o momento em que Hersent se uniu à Restauração o patrocinou zelosamente, fez dele oficial da Legião de Honra e pressionou suas reivindicações no Institut de France (Académie des Beaux-Arts), onde substituiu van Spaendonck.
Ele continuou em favor de Carlos X, por quem foi executado Monges do Monte São Gotardo, exibido em 1824. Em 1831, Hersent fez sua última aparição no Salão com retratos de Luís Filipe, Maria Amélia e o duque de Montpensier; o do rei, embora bom, não é igual ao retrato de Spontini (Berlim), que provavelmente é a obra-prima de Hersent.
Após esta data, Hersent deixou de expor nos salões anuais. Embora em 1846 ele tenha enviado uma excelente imagem de Delphine Gay e uma ou duas outras obras para as salas da Société d'Artistes, ele não poderia ser tentado a sair de sua reserva usual, mesmo pelo concurso internacional de 1855.

## Galeria

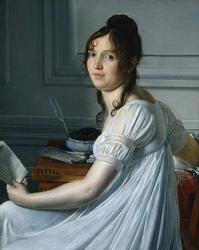
Sophie Crouzet de Hersent, c. 1801
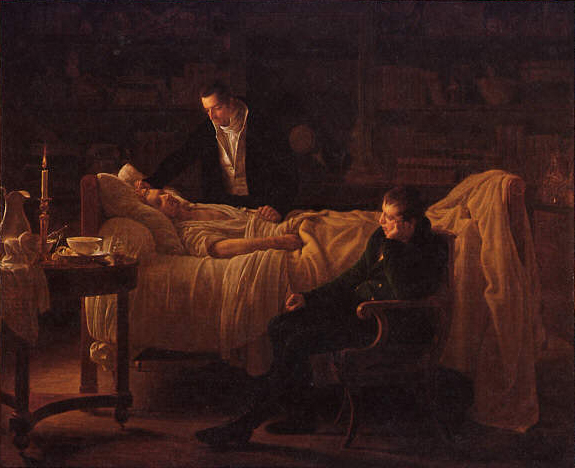
Morte de Xavier Bichat Bichat morrendo ou assistido por Drs. Esparron e Roux (exibido no Salão de 1817)
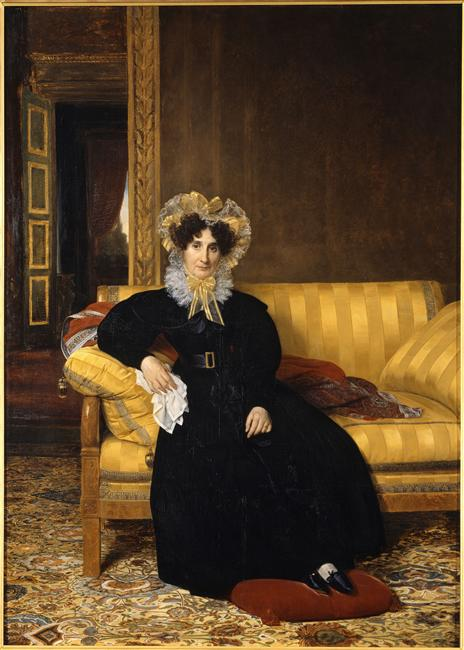
Retrato de Madame Jean-Charles Clarmont, nascida Rosalie Favrin (1772-1858), 1828
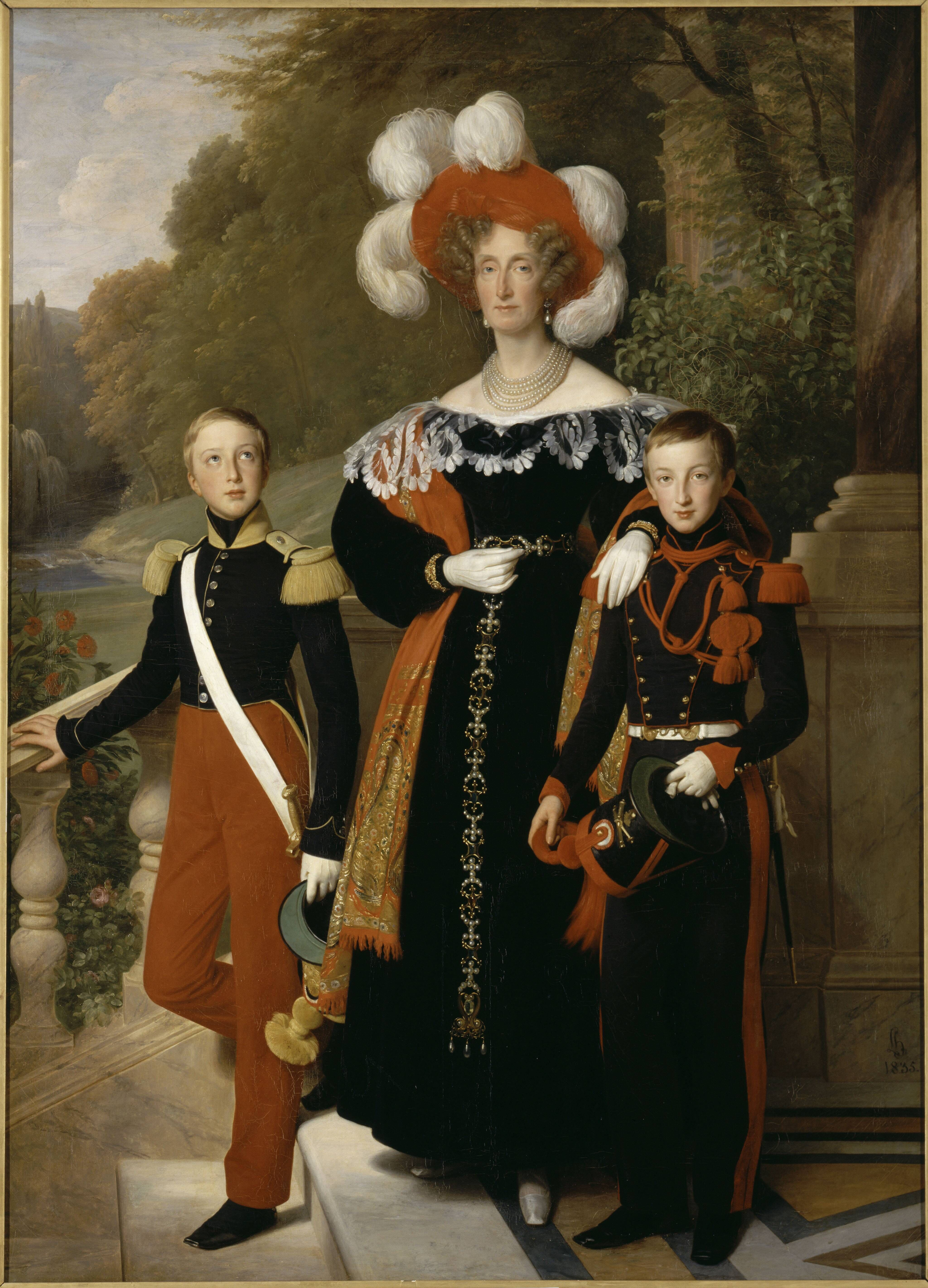
Rainha Marie-Amélie e seus filhos, 1835
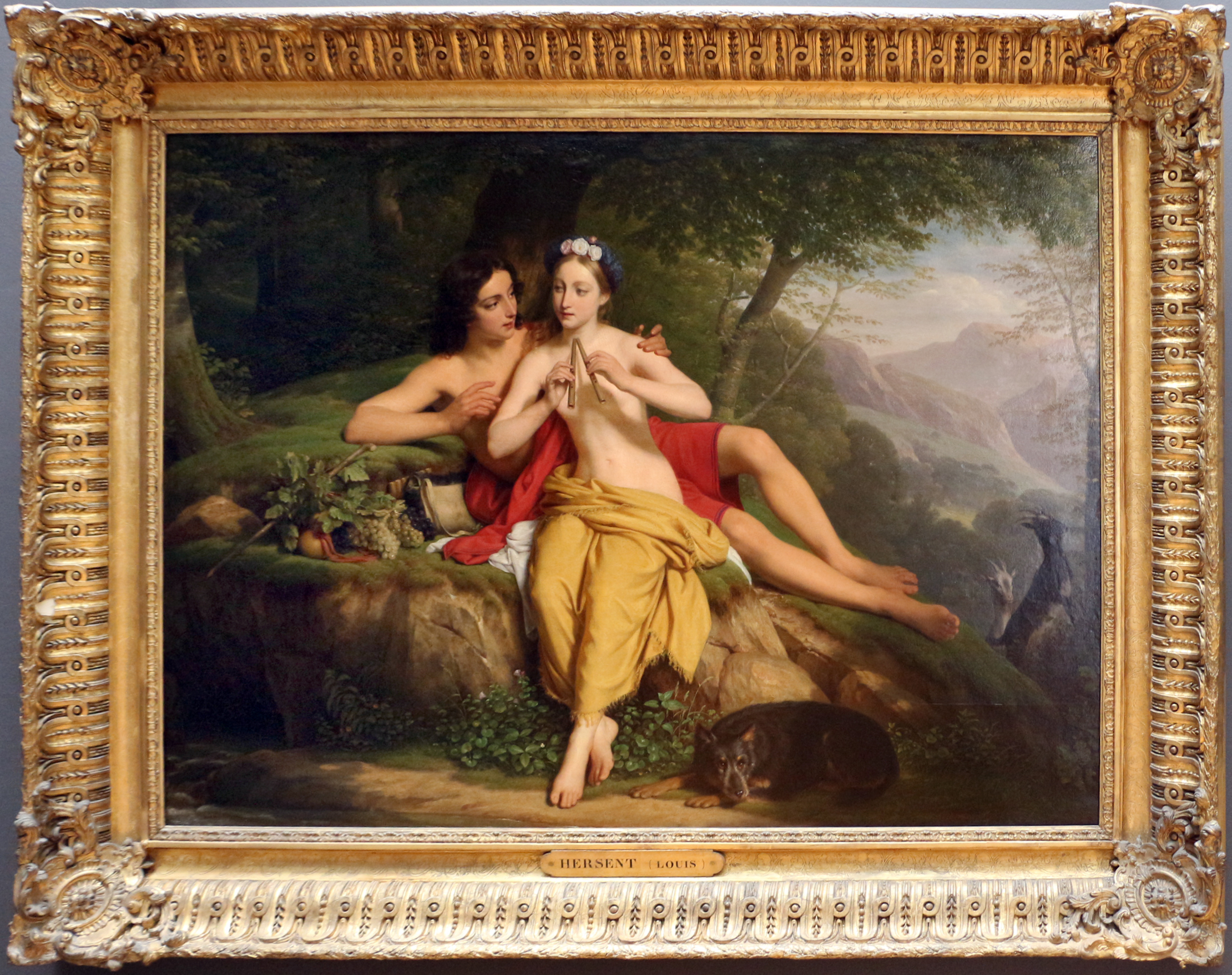
Daphnis and Chloé